# Хантер, Роберт (гольфист)
Роберт Эдвард Хантер (англ. Robert Edward Hunter; 20 ноября 1886, Чикаго, Иллинойс — 28 марта 1971, Санта-Барбара, Калифорния) — американский гольфист, чемпион летних Олимпийских игр 1904.
На Играх 1904 в Сент-Луисе участвовал в двух турнирах. В командном он занял 4-е место, и в итоге его команда стала первой и выиграла золотые награды. В одиночном разряде он занял 14-е место в квалификации, но пройдя в плей-офф, закончил соревнование уже во втором раунде.